# Daniel Zamora
Pour les articles homonymes, voir Zamora.
Daniel Eduardo Zamora, né le 10 mars 1987 à San Juan, est un coureur cycliste argentin.

## Biographie
Daniel Zamora naît à San Juan d'une famille modeste. Pour financer ses débuts cyclistes, il organise des tombolas et ramasse des cartons avec l'aide de sa famille, dans le but de pouvoir courir le week-end sur des compétitions. En 2009, il remporte le Tour de San Luis des moins de 21 ans.
Bon grimpeur, il émerge sur la scène nationale au début des années 2010. En 2011, il devient le plus jeune cycliste à inscrire son nom au palmarès du Tour de San Juan, à 23 ans. En outre, il remporte deux victoires d'étape. Peu de temps après, il se rend à Besançon pour courir au sein de l'AC Bisontine, club français évoluant en division nationale 2. Auteur de plusieurs tops 10, il obtient un succès en été sur le Prix de Cuiseaux, une épreuve "toutes catégories". 
De retour en Argentine en 2012, il renoue avec le succès dès le 1er janvier, en devançant son coéquipier Cristian Clavero sur la Doble Difunta Correa. Une semaine plus tard, il termine cinquième du Giro del Sol San Juan. Au Tour de San Juan, il ne parvient pas à conserver son titre, en s'inclinant face à son rival Juan Pablo Dotti. En avril, il se classe troisième du championnat d'Argentine du contre-la-montre.
En 2013, il confirme son statut de leader sur le circuit argentin en remportant tout d'abord le Tour de San Juan, pour la deuxième fois,. Le mois suivant, il s'impose sur le Tour de Mendoza.
Début 2014, il se présente une nouvelle fois au départ du Tour de San Juan. Vainqueur de l'étape reine, il termine cinquième au classement général. Cependant, un contrôle antidopage « non-négatif » lors de cette même compétition fait naître des suspicions de dopage à son encontre,. Suspendu, il ne reprend la compétition qu'en janvier 2015, période où il gagne le Giro del Sol San Juan. Cette même année, il subit une lourde intervention chirurgicale au niveau de ses quatrième et cinquième vertèbres, en raison d'une grave hernie discale, qui l'immobilise durant presque deux mois au lit. Non assuré de pouvoir remonté sur un vélo, il reprend finalement la compétition au 9 juillet, sans complications.
Au mois de juillet 2016, il s'impose sur le Gran Premio Poncho, avec l'équipe Agrupación Virgen de Fátima. En fin d'année 2017, il remporte une étape puis le classement général de la Doble Chepes,.
Lors du Tour de San Juan 2019, il se classe à deux reprises dans le top cinq d'étapes, termine douzième du général (meilleur argentin) et gagne le classement du meilleur grimpeur. Lors d'un contrôle antidopage effectué le 30 janvier, le résultat d'analyse ressort comme « anormal » à l'EPO. Il est provisoirement suspendu par l'Union cycliste internationale (UCI), puis est finalement suspendu quatre ans.

## Palmarès sur route
| - 2004 - 2e du championnat d'Argentine sur route juniors - 2009 - Tour de San Luis des moins de 21 ans - 2e du championnat d'Argentine sur route espoirs - 2010 - Vuelta al Valle Fértil - 2011 - Tour de San Juan : - Classement général - 4e (contre-la-montre) et 8e étapes - Prix de Cuiseaux - 2e de la Doble Media Agua - 2012 - Doble Difunta Correa - 1re étape de la Doble Calingasta - 2e du Tour de San Juan - 3e du championnat d'Argentine du contre-la-montre - 2013 - Classement général du Tour de San Juan - Tour de Mendoza : - Classement général - 7e étape | - 2014 - 5e étape du Tour de San Juan - 2015 - Classement général du Giro del Sol San Juan - 2016 - Gran Premio Poncho - 2e de la Doble Media Agua - 2017 - Prologue du Giro del Sol San Juan (contre-la-montre par équipes) - Doble Chepes : - Classement général - 1re étape - 2018 - 3e étape du Tour de Jáchal |

## Classements mondiaux
| Année            | 2018 |
| ---------------- | ---- |
| UCI America Tour | 382e |